# Neptunium(IV)-bromid
Neptunium(IV)-bromid ist eine chemische Verbindung aus den Elementen Neptunium und Brom. Es besitzt die Formel NpBr4 und gehört zur Stoffklasse der Bromide.

## Darstellung
Die Darstellung gelingt durch Umsetzung von Neptunium(IV)-oxid (NpO2) mit Aluminiumbromid (AlBr3), besser aber durch Erhitzen des Metalls oder von Neptunium(III)-bromid (NpBr3) mit überschüssigem Brom bei 425 °C.
{\displaystyle {\ce {2 NpBr3 + Br2 -> 2 NpBr4}}}

## Eigenschaften
Neptunium(IV)-bromid ist ein dunkelroter Feststoff, der bei 464 °C schmilzt. Es kristallisiert im monoklinen Kristallsystem mit den Gitterparametern a = 1089 pm, b = 874 pm, c = 705 pm und β = 94,19°.

## Sicherheitshinweise
Einstufungen nach der CLP-Verordnung liegen nicht vor, weil diese nur die chemische Gefährlichkeit umfassen und eine völlig untergeordnete Rolle gegenüber den auf der Radioaktivität beruhenden Gefahren spielen. Auch Letzteres gilt nur, wenn es sich um eine dafür relevante Stoffmenge handelt.